# اندیس آنومالی کلاته شیخ
آنومالی کلاته شیخ یک اندیس فلزی است که در حوالی شهر بیرجند استان خراسان قرار دارد و مادهٔ معدنی موجود در آن، طلا است.  